# Charrito
Charrito, um Herói Mexicano é um filme de comédia de 1984 escrito e dirigido por Roberto Gómez Bolaños e produzido no México. O filme, que foi filmado em Cuautla, Morelos, foi lançado no dia 22 de março de 1984.
No Brasil, foi lançado em VHS em 1992 pela Carat Home Video, sendo o único filme de Bolaños lançado em vídeo no Brasil. A dublagem foi realizada pela extinta MAGA, que também foi responsável pelas dublagens dos seriados Chaves, Chapolin, Quico e outras esquetes de Bolaños.

## Sinopse
Charrito (Roberto Gómez Bolaños) interpreta um vilão de um filme de ação do velho oeste que está sendo gravado em um pequeno vilarejo. Ele é totalmente desastrado e irrita o diretor (Rubén Aguirre). Estrellita Perez (María Antonieta de las Nieves) tem o papel principal, pois seu pai (Víctor Alcocer) é o produtor do filme, e, por conta disso, ela se acha superior ao resto do elenco. Muitas confusões são causadas no pacífico vilarejo, ainda mais depois que Charrito captura bandidos reais, os Irmãos Brothers (Benny Ibarra e Arturo García Tenorio), enquanto o galã (Gilberto Román) foge das mãos dos temíveis vilões.

## Elenco
| Personagem                            | Ator                          | Dublagem         |
| ------------------------------------- | ----------------------------- | ---------------- |
| Charrito                              | Roberto Gómez Bolaños         | Marcelo Gastaldi |
| Filha do Xerife / Professora          | Florinda Meza                 | Marta Volpiani   |
| Estrelinha Perez                      | María Antonieta de las Nieves | Cecília Lemes    |
| Diretor                               | Rubén Aguirre                 | Osmiro Campos    |
| Produtor                              | Víctor Alcocer                | João Ângelo      |
| Xerife                                | Raúl "Chato" Padilla          | Hélio Vaccari    |
| Contra-regra / Assistente de Produção | Horacio Gómez Bolaños         | Élcio Sodré      |
| Vilão (Hermano Brothers)              | Benny Ibarra de Llano         | Tatá Guarnieri   |
| Maquiadora                            | Angelines Fernández           | Helena Samara    |
| Galã                                  | Gilberto Román                | Guilherme Lopes  |
| Vilão (Hermano Brothers)              | Arturo García Tenorio         | Fabio Villalonga |
| Palmira                               | Claudia Ivette                | Marli Borboletto |
|                                       | Fernando García Váldez        |                  |
|                                       | Óscar Lazo de la Vega         |                  |
|                                       | Gabriel Fernández Carrasco    |                  |

## Equipe Técnica
- Direção: Roberto Gómez Bolaños
- Produção: Antonio H. Rodríguez
- Roteiro: Roberto Gómez Bolaños
- Fotografia: José Ortiz Ramos
- Edição: Carlos Savage
- Música: Nacho Méndez